# 대전스카이로드
대전스카이로드(Daejeon Skyroad)는 대전광역시 중구 은행동 으능정이거리에 조성된 길이 214m, 너비 13.3m, 높이 20m 규모의 초대형 LED 영상 아케이드 구조물이다. 2013년 8월 2일에 준공되어 9월 6일에 개장식을 열었다.
대전 원도심 상권 회복에 활력을 불어넣고, 대전의 새로운 볼거리로 관광 도시 대전의 이미지를 한 단계 높이고자 추진되었다. 대전스카이로드가 조성된 으능정이 거리는 은행나무 정자가 있는 마을에서 유래되었으며 대전역 앞 중앙로를 중심으로 형성된 대전의 명동으로 주변에 백화점, 지하상가, 갤러리 등이 밀집되어 있어 젊은층이 많이 찾는 쇼핑과 문화의 중심지이다. 

## 특징
미국 라스베이거스의 프리몬트 거리의 바바 비전(Viva Vision<)을 벤치마킹하여 제작하였다. 참고로 비바 비전을 벤치마킹한 시설로는 대전스카이로드 외에 중국 베이징의 더 플레이스(The Place), 중국 쑤저우의 스카이 스크린(Sky Screen), 대한민국 여수의 엑스포 디지털 갤러리(Expo Digital Gallery) 등이 있다. 대전스카이로드는 세계적인 여행 커뮤니티 트립어드바이저로부터 2년(2018년~2019년) 연속 '으뜸시설'(Certificate of Excellence)에 선정되었다.

## 주요 시설물 및 이벤트

### 시설물
- 미디어루프 (Media Loop)
- 미디어허브 (Media Hub)
- 미디어비전 (Media Vision)
- 디스플레이 전후면 (Display Front&Back side)
- 상단 미디어보드 (Top Mediaboard)
- 하단 미디어보드 (Bottom Mediaboard)
- 미디어 월 (Media Wall)

### 이벤트

##### 버닝 로드(Burning Road)
매년 8월 마지막 주말에 펼쳐지는 거리 댄스파티로 여름을 보내고 가을을 맞이하는 행사로 카운트다운 페스티벌과 함께 스카이로드의 대표 이벤트이다. 여름 폭염으로 인한 스트레스를 여름밤 막바지에 날려 버리는 취지로 2015년부터 개최하였다.  

##### 카운트다운 페스티벌(Countdown Festival)
매년 12월 31일 한 해를 보내며 희망찬 새해를 맞이하는 카운트다운 페스티벌을 개최한다.  스카이로드의 화려한 영상쇼와 무대행사, DJ 댄스파티, 거리 퍼포먼스, 시청 남문광장에서 진행되는 타종식행사를 길이 214m, 폭 13.3m의 스카이로드 메인스크린에 생중계하여 ‘카운트다운’을 힘껏 외치며 새해를 맞이한다.  

## 운영시간
- 동절기: 오후 06:00 ~ 10:00
- 하절기: 오후 07:00 ~ 11:00

## 관련 사진

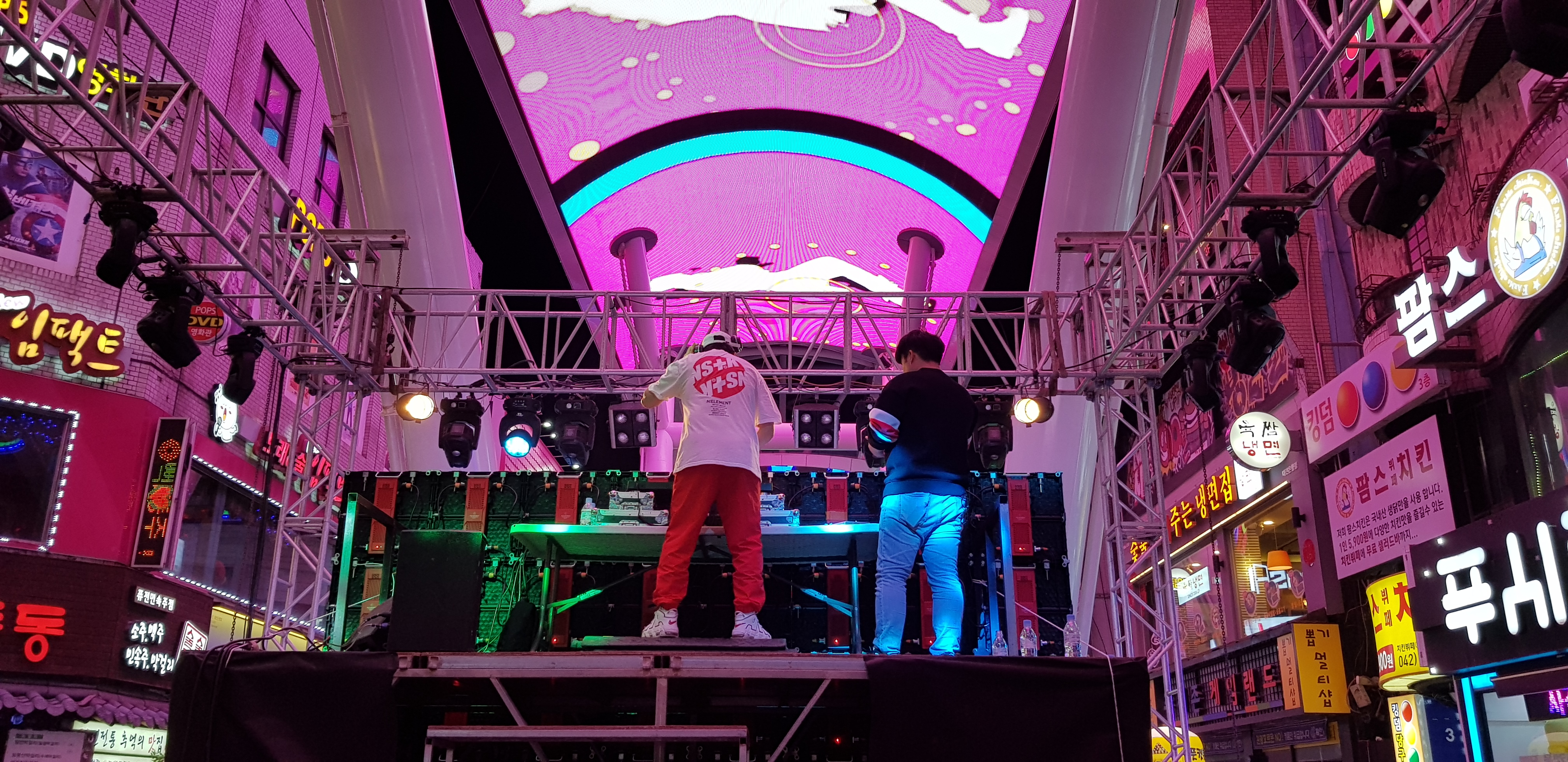
대전스카이로드
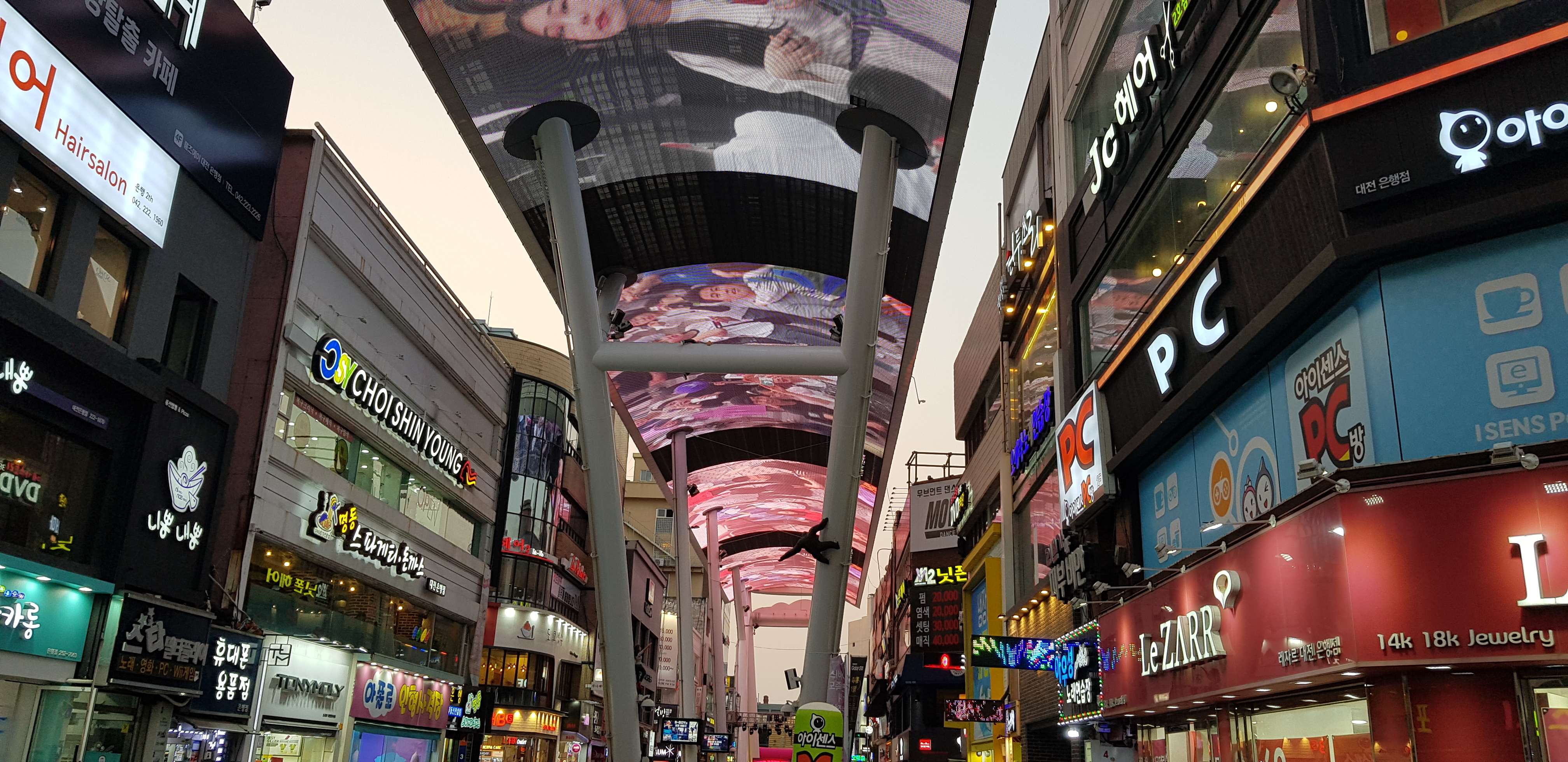
대전스카이로드
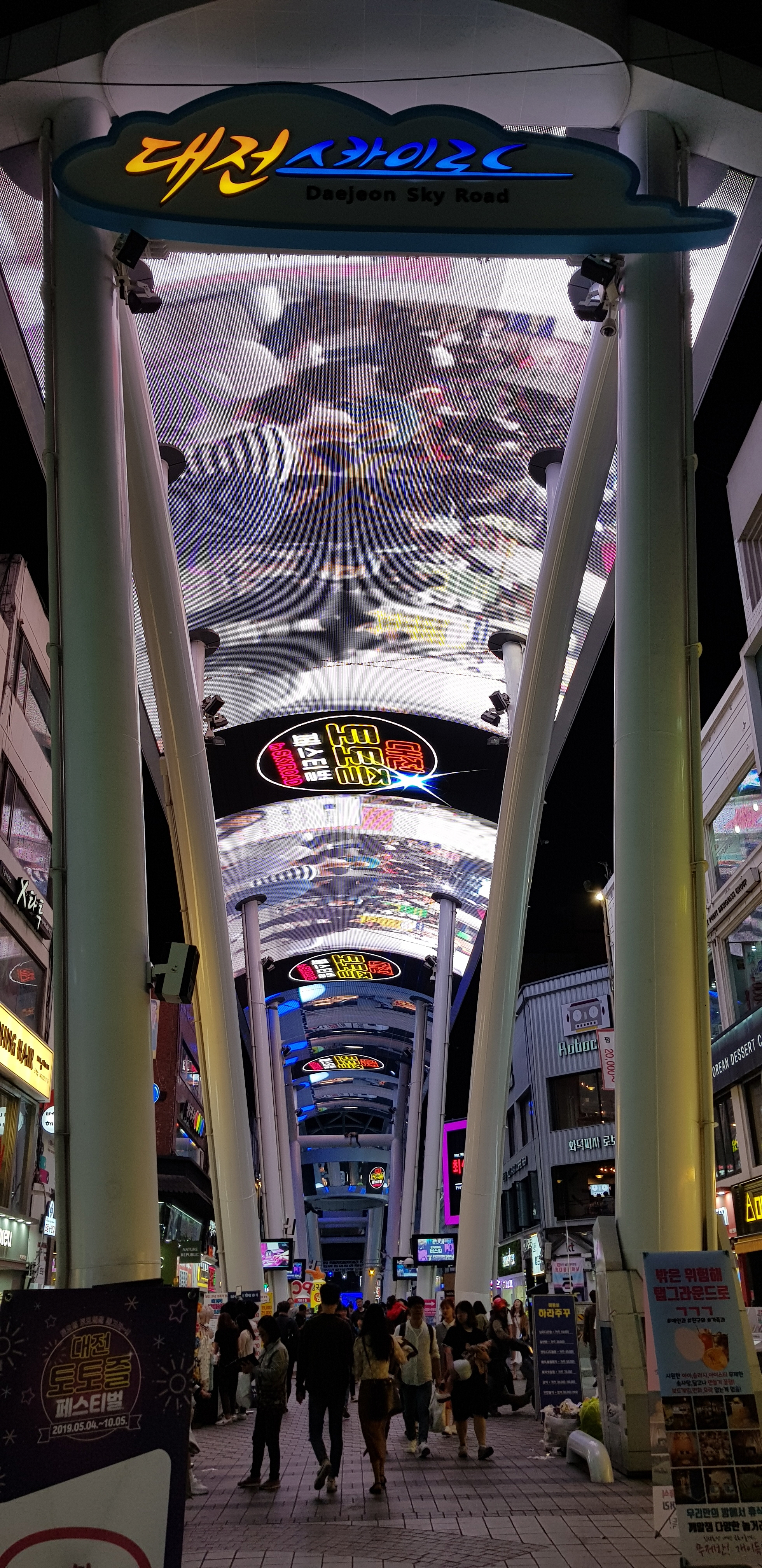
대전스카이로드
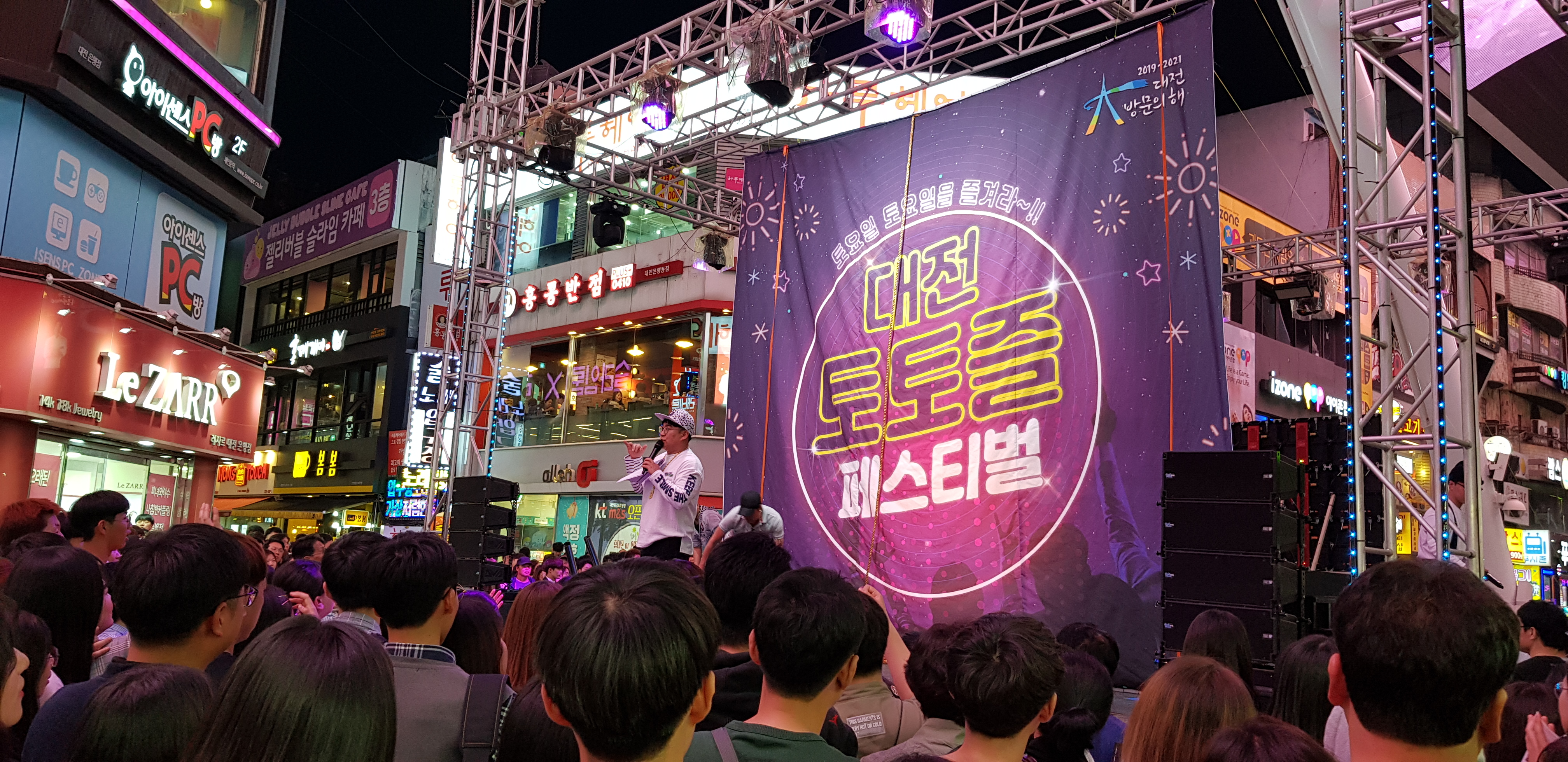
대전스카이로드